# VfB Lohberg
Der VfB Lohberg (offiziell: Verein für Bewegungsspiele 1919 Dinslaken-Lohberg) ist ein deutscher Sportverein aus Dinslaken in Nordrhein-Westfalen. Der Verein wurde im Jahre 1919 gegründet. Neben Fußball hat der Verein auch Abteilungen im Handball und Tennis.

## Geschichte
Am 18. Mai 1919 wurde der VfB Dinslaken-Lohberg gegründet, zu jener Zeit hieß der Verein Ballspielverein Lohberg. Schon damals spielte man an der Dorotheenstraße, die später erbaute Dorotheen-Kampfbahn ist auch heute noch Heimat des Vereins. Im Jahre 1924 fusionierte der Ballspielverein mit dem Turnverein Germania und dem Spielverein Feldmark, und man gab sich den endgültigen Namen „Verein für Bewegungsspiele Lohberg“. Der VfB war ein Arbeiterverein und die Nähe zur Zeche Lohberg wurde 1937 noch einmal gefestigt, als sich die betriebseigene Sportgruppe der Zeche dem VfB Lohberg anschloss. Die „Knappen“, wie die Fußballer aus der Dinslakener Zechenkolonie genannt wurden, spielten in den 1930er Jahren zeitweilig in der direkt unter der Gauliga Niederrhein angeordneten zweitklassigen Fußball-Bezirksklasse Niederrhein. Auch in den Vorrunden des Tschammerpokals war der Verein vertreten; so verlor Lohberg 1940 in der 1. Runde gegen Westende Hamborn 1:4, 1943 siegte die Mannschaft über Rot-Weiß Oberhausen mit 7:1 und schied in der 2. Runde gegen die Sportfreunde Katernberg mit 2:3 nach Verlängerung aus.
Nach dem Zweiten Weltkrieg spielte der VfB Lohberg zunächst 1945/46 in der damals erstklassigen Liga um die Bezirksmeisterschaft Rechter Niederrhein, wurde danach in die Bezirksklasse eingeteilt und schaffte 1948/49 den Aufstieg in die Landesliga (3. Liga), die höchste Amateurklasse. Im Folgejahr wurde der Verein Meister der Landesliga vor Sterkrade 06/07, verzichtete jedoch auf die 2. Liga West und das Vertragsspielertum.
Nach Einführung der Verbandsliga Niederrhein als neuer höchster Amateurspielklasse errang die 1. Fußballmannschaft 1958/59 unter Trainer Ludwig Bartholot die Landesliga-Meisterschaft und den Aufstieg in die Verbandsliga. Es folgte die sportlich erfolgreichste Ära des Vereins. Zwischen 1959 und 1975 spielte der VfB Lohberg durchgehend in der drittklassigen Verbandsliga und schrammte mehrfach knapp am Aufstieg in die 2. Liga bzw. die Regionalliga West vorbei. Als Aufsteiger wurde der Klub gleich in seiner ersten Saison Vizemeister hinter BV Osterfeld.
| Spielzeit | Liga                     | Platz |  |
| --------- | ------------------------ | ----- |  |
| 1958/59   | Landesliga Niederrhein   | 1.    |  |
| 1959/60   | Verbandsliga Niederrhein | 2.    |  |
| 1960/61   | Verbandsliga Niederrhein | 1.    |  |
| 1961/62   | Verbandsliga Niederrhein | 4.    |  |
| 1962/63   | Verbandsliga Niederrhein | 2.    |  |
| 1963/64   | Verbandsliga Niederrhein | 2.    |  |
| 1964/65   | Verbandsliga Niederrhein | 2.    |  |
| 1965/66   | Verbandsliga Niederrhein | 3.    |  |
| 1966/67   | Verbandsliga Niederrhein | 3.    |  |
| 1967/68   | Verbandsliga Niederrhein | 4.    |  |
| 1968/69   | Verbandsliga Niederrhein | 6.    |  |
| 1969/70   | Verbandsliga Niederrhein | 8.    |  |

Die Saison 1960/61 schloss man an der Tabellenspitze ab, jedoch ging das Entscheidungsspiel gegen den punktgleichen SV Neukirchen verloren. In den Jahren 1963 und 1964 wurde der VfB erneut Vizemeister und musste beide Male dem Homberger SV knapp den Vortritt lassen. Zum dritten Mal in Folge wurde die Mannschaft in der Saison 1964/65 Niederrhein-Vizemeister, der Regionalliga-Absteiger VfB Bottrop hatte die Nase vorn. Die nächsten Spieljahre schloss der Zechenklub als Tabellendritter der Verbandsliga ab. Es folgten Mittelfeldplätze bis zur Saison 1972/73, als man erneut Platz 3 erreichte. Doch schon in der Spielzeit 1974/75 folgte die große Enttäuschung, der VfB Lohberg musste den Abstieg in die Landesliga Niederrhein hinnehmen und war nur noch viertklassig. Im Jahr 1978 wurde der Verein Landesliga-Vizemeister hinter dem VfL Rhede und schaffte die Rückkehr in die Verbandsliga. Dort etablierten sich die VfB-ler zunächst und scheiterten in den Jahren 1982 und 1983 als Tabellendritter (bei zwei Aufstiegsplätzen) nur knapp am Aufstieg in die Amateuroberliga Nordrhein.
Aufgrund finanzieller Einschränkungen folgte für den Zechenklub 1984 der erneute Abstieg in die Landesliga und ein letztes Mal kehrte Lohberg von 1989 bis 1993 in die mittlerweile viertklassige Verbandsliga zurück. Seitdem ging es sportlich weiter bergab, der Verein spielte seither überwiegend in der Bezirksliga. Der VfB Lohberg feierte am 18. Mai 2009 sein 90-jähriges Vereinsjubiläum. Zwei Wochen später schaffte der Klub mit einem 2:0-Sieg bei Viktoria Buchholz auch den Klassenerhalt in der Bezirksliga Niederrhein.
Trainer zur Saison 2009/10 wurde der frühere MSV-Profi Franz-Josef Steininger. In der Spielzeit 2010/11 erreichte Lohberg nur den vorletzten Platz in der Bezirksliga und stieg in die Kreisliga A ab. Nach vier Jahren gelang dem VfB 2015 unter Trainer Thomas Grefen als Meister die Rückkehr in die Bezirksliga. In den folgenden 3 Jahren spielte der VfB Lohberg durchgängig in der Bezirksliga Niederrhein, ehe die Mannschaft im Jahr 2018 erneut in die Kreisliga A abstieg. Am 18. Mai 2019 feierte der VfB Lohberg sein 100-jähriges Vereinsjubiläum. Zu diesem Anlass trat die Mannschaft des VfB bereits eine Woche vorher in einem Freundschaftsspiel gegen die Traditionsmannschaft von Borussia Dortmund an, welches die Knappen mit 2:6 (1:2) verloren. In der laufenden Spielzeit 2018/19 erreichten die Lohberger nur den 15. Platz und der VfB stieg in der Jubiläumssaison erstmals in die Kreisliga B ab. Zur Spielzeit 2019/20 übernahm Sascha Turnau, welcher bereits seit 2016 die Reserve der Knappen trainierte, die erste Mannschaft des VfB Lohberg vom bisherigen Trainer Thomas Grefen. Die Saison wurde wegen der anhaltenden Corona-Pandemie im März 2020 allerdings vorzeitig abgebrochen. Die Reserve des VfB Lohberg wird seit Juni 2020 vom ehemaligen MSV-Profi Kai Wellmann trainiert. Nach 4 Jahren in der Kreisliga B und einem enttäuschenden 8. Platz in der Saison 2022/23 trennte sich der Verein zum Sommer 2023 vom Trainer Sascha Turnau und holte Moritz Emde für die neue Saison an die Seitenlinie der „Knappen“, welcher mit einem kompletten Neuaufbau der ersten Mannschaft betraut wurde. Emde lief früher selbst als Spieler für den VfB Lohberg in der Bezirksliga auf. Zuletzt trainierte er die A-Jugend des SuS 09 Dinslaken in der Leistungsklasse.

### Pokalerfolge
In den erfolgreichen 1960er Jahren als Amateurligist entwickelten sich die Lohberger auch zu einem regelrechten Pokalschreck. Exemplarisch hierfür das Spieljahr 1963, als der VfB im Westdeutschen Pokal nacheinander Schwarz-Weiß Essen (3:1), Hamborn 07 (3:2 n. V.), Bayer 04 Leverkusen (allerdings am Grünen Tisch) und Alemannia Aachen ausschaltete. Gegen die Alemannia erreichten die „Knappen“ vor 6000 Zuschauern ein 2:2-Unentschieden, das Wiederholungsspiel am Aachener Tivoli gewannen sie vor 5000 Besuchern sensationell mit 3:2. Verdienter Lohn war das Erreichen der 1. DFB-Pokal-Hauptrunde, wo der VfB Lohberg gegen den Bundesligisten Werder Bremen knapp mit 3:4 unterlag und den Einzug ins Viertelfinale verpasste. 1964 warf der Verein im Westdeutschen Pokal zunächst VfB Bottrop mit 4:1 aus dem Wettbewerb, bevor er an Hamborn 07 scheiterte. 1968 gab es in der 1. Hauptrunde eine knappe 2:3-Niederlage gegen Rot-Weiß Oberhausen. 1973 scheiterte der VfB in der 2. Runde mit 0:1 an Borussia Dortmund, ein Jahr später gab es im Westdeutschen Pokal Siege über den 1. FC Mülheim (2:1) und den SV Wesel (1:0), bevor man sich mit 1:2 gegen Westfalia Herne geschlagen geben musste.
Zuletzt hatte der VfB Lohberg 1991 die Chance auf den Einzug in den DFB-Pokal, er bestritt vor der 1. Hauptrunde ein Qualifikationsspiel gegen den FC Remscheid und schied unglücklich mit 4:5 im Elfmeterschießen aus.

## Persönlichkeiten
- Günter Abel
- Ludwig Bartholot
- Herbert Bayer
- Serkan Çalık
- Dieter Danzberg
- Timm Golley
- Günter Heßelmann
- Thomas Kempe
- Peter Loontiens
- Paul Matzkowski
- Günter Preuß
- Franz Raschid
- Frank Saborowski
- Hans-Jürgen Scheinert
- Hans Schwartz
- Franz-Josef Steininger
- Günter Tinnefeld
- Kurt Weitauer